# Kleine Triebisch
Die Kleine Triebisch ist der bedeutendste und ein rechter Zufluss der Triebisch im Meißner Hochland in Sachsen.

## Verlauf

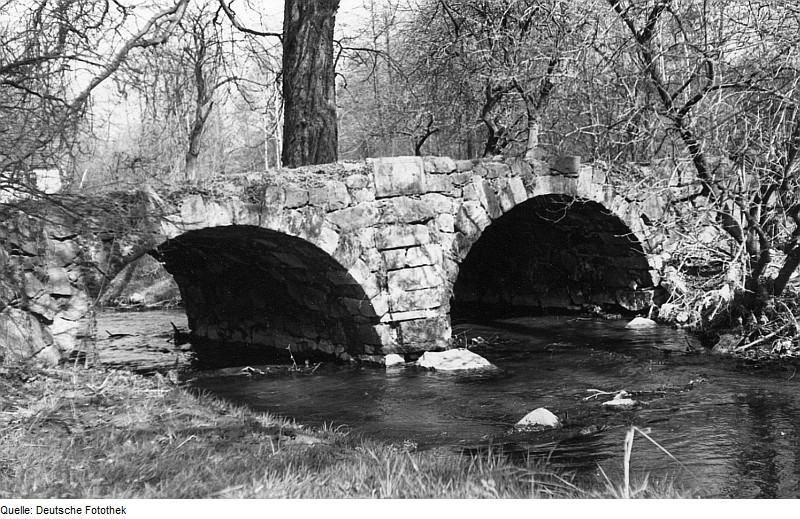
Denkmalgeschützte Doppelbogenbrücke an der Kirstenmühle Lampersdorf, 1980

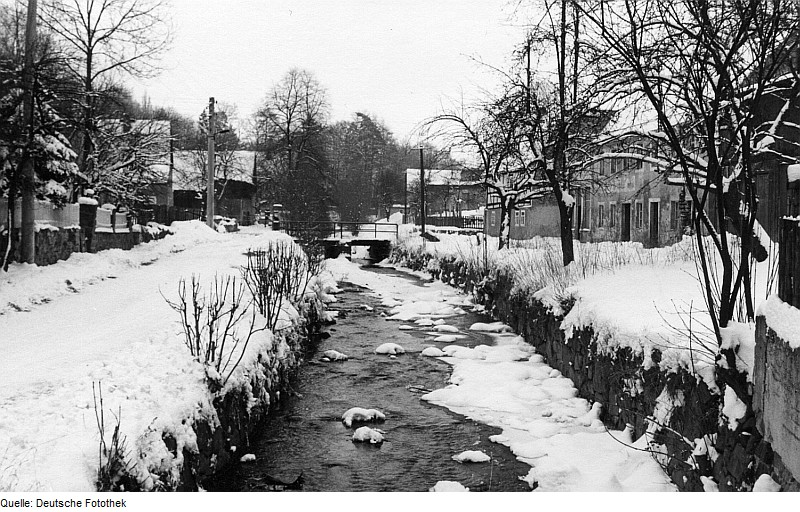
Kleine Triebisch zwischen Ober- und Niedermühle in Taubenheim, 1983

Sie entspringt auf dem Gebiet der Stadt Wilsdruff zwischen den Ortschaften Grumbach, Helbigsdorf und Herzogswalde in einer Wiesensenke. Auf ihrem Lauf nach Norden fließt sie zwischen Limbach und Birkenhain hindurch und wird anschließend von der Bundesautobahn 4 überquert.
Weitere Orte am Fluss sind Lotzen, Lampersdorf, Taubenheim, Kobitzsch und Semmelsberg. Zwischen Semmelsberg und Garsebach mündet die Kleine Triebisch auf dem Gebiet der Gemeinde Klipphausen in die Triebisch.

### Zuflüsse und Mühlen
Einzig nennenswerter Zufluss ist der Kesselbach, der unterhalb von Kobitzsch rechtsseitig einmündet. 

### Ehemalige Mühlen
Die Wasserkraft des Flüsschens wurde früher zum Antrieb mehrerer Mühlen genützt. 
- Obermühle und Kirstenmühle Lampersdorf
- Obermühle und Niedermühle Taubenheim
- Schüttoffmühle
- Rendlermühle (Niedermühle) Polenz
- Helmmühle Polenz, heute als Hotel und Gaststätte genutzt
- Preiskermühle Semmelsberg (1548)

## Fauna
Die kleine Triebisch zeichnet sich durch ihr sauberes Wasser aus. Da sich an ihr keine Industriebetriebe befinden, erhielten sich Forellenbestände. Zu Zeiten der DDR war sie das einzige Gewässer im Kreis Meißen, in dem diese Fischart noch anzutreffen war.

## Weiteres
Von 1909 bis 1966 verlief durch den unteren Teil des kleinen Triebischtals die Schmalspurbahn Wilsdruff–Meißen-Triebischtal.
Von der Mündung bis Taubenheim führt der Fernwanderweg Ostsee-Saaletalsperren an der Kleinen Triebisch entlang.